# Sohodol
Sohodol é uma comuna romena localizada no distrito de Alba, na região histórica da Transilvânia. A comuna possui uma área de 65.05 km² e sua população era de 1939 habitantes segundo o censo de 2007.